# Apostolische Präfektur Tunxi
Die Apostolische Präfektur Tunxi (lat.: Apostolica Praefectura Tunkiensis) ist eine in der Volksrepublik China gelegene römisch-katholische Apostolische Präfektur mit Sitz in Tunxi.

## Geschichte
Die Apostolische Präfektur Tunxi wurde am 22. Februar 1937 durch Papst Pius XI. mit der Apostolischen Konstitution Supremum Nostrum aus Gebietsabtretungen des Apostolischen Vikariates Wuhu errichtet.

## Apostolische Präfekten von Tunxi
- José Fogued y Gil CMF, 1937–1954
- Sedisvakanz, seit 1954